# Tammsundet (vid Bodnäs, Pargas)
Tammsundet är ett sund i Finland. Det ligger vid byn Bodnäs i Pargas i landskapet Egentliga Finland, i den södra delen av landet, 159 km väster om huvudstaden Helsingfors.
Tammsundet ligger mellan Tammo i norr och Ålön i söder. Sundet ansluter till Erstan i väster vid Inre Sattmark och till Vapparn i öster.